# Grande palazzo reale
Il grande palazzo reale (in thailandese พระบรมมหาราชวัง, traslitterazione RTGS: Phra Borom Maha Ratcha Wang) è un complesso di edifici situato nel distretto centrale di Phra Nakhon a Bangkok, la capitale della Thailandia.
Residenza ufficiale dei re di Thailandia dal 1785, la costruzione del palazzo iniziò nel 1782, all'inizio del regno di Rama I, che trasferì la capitale dalla vicina Thonburi a Bangkok. Nel corso degli anni il palazzo è stato diverse volte ampliato, con la costruzione di nuovi edifici, e modificato con l'abbattimento o il restauro degli edifici obsoleti.

## Storia
Quando re Buddha Yodfa Chulaloke (Rama I) trasferì la capitale a Bangkok, costruì il sontuoso palazzo che in origine era la residenza reale e la sede del governo. Scelse un'area vicina al fiume Chao Phraya occupata da mercanti cinesi che si trasferirono nella vicina zona di Yaowarat, un insediamento che ingranditosi nei secoli successivi fino a diventare una delle chinatown più grandi del mondo.
Il grande palazzo reale è contornato da una cerchia di mura lunga 1900 m e sorge su un'area di 218.400 m². La costruzione della torre dorata cominciò il 6 maggio 1782. All'inizio il palazzo consisteva in un gruppo di edifici in legno. All'interno delle mura il re fece costruire anche la cappella reale del Wat Phra Kaew, dove fece custodire il Buddha di Smeraldo, la statua che rappresenta il palladio della monarchia thailandese. Quando il palazzo fu completato, il re lo inaugurò nel 1785 con una solenne cerimonia il giorno stesso della sua incoronazione. All'esterno della cerchia di mura è situata la piazza reale Sanam Luang.
In seguito i re Rama V, Rama VI e Rama VII scelsero residenze diverse, mentre il re Ananda Mahidol (Rama VIII) tornò a risiedere nel grande palazzo reale nel 1945. Nel 1946 il re morì in circostanze misteriose in uno degli edifici del complesso e il suo successore, il fratello Bhumibol Adulyadej (Rama IX), preferì trasferirsi a palazzo Chitralada, anch'esso nel centro di Bangkok. Alla morte del padre, il successivo re Rama X ha mantenuto la propria residenza alla Villa Amphorn Sathan. Il grande palazzo reale resta però la residenza ufficiale del re e viene usato per cerimonie reali come matrimoni, funerali e banchetti di Stato. Inoltre ospita le sedi dell'ufficio della famiglia reale e del segretario privato del re.
Alcuni affreschi del grande palazzo reale sono stati realizzati dal pittore italiano Giuseppe Turchi.

## Composizione interna del complesso
Il complesso è suddiviso in 4 parti:
- Il cortile interno, situato a nord, dove si trovano gli edifici il cui accesso era consentito alle sole donne e al sovrano. Oltre alle mogli, alle concubine e alle figlie del monarca, vi risiedeva tutto il personale femminile dei vari edifici del palazzo ed anche le guardie erano donne.
- Il cortile esterno, a sud, nei cui palazzi erano ospitate le sedi dei ministeri, della Guardia reale e del Tesoro.
- Il cortile centrale, in cui si trovano i palazzi di maggiore interesse, tra cui il Phra Thi Nang Chakri Maha Prasad, che ospita la sala del trono dove il re riuniva la corte e dava udienze, fatto costruire da Rama V in uno stile misto tra il rinascimentale italiano e il thailandese classico.
- Il Wat Phra Kaew, che significa tempio del Buddha di Smeraldo, un complesso di edifici religiosi di stili ed epoche diverse. All'interno del suo tempio principale è conservato il sacro Buddha di Smeraldo, palladio della monarchia thailandese ed una delle statue più venerate del Buddismo theravāda.

## Galleria d’immagini

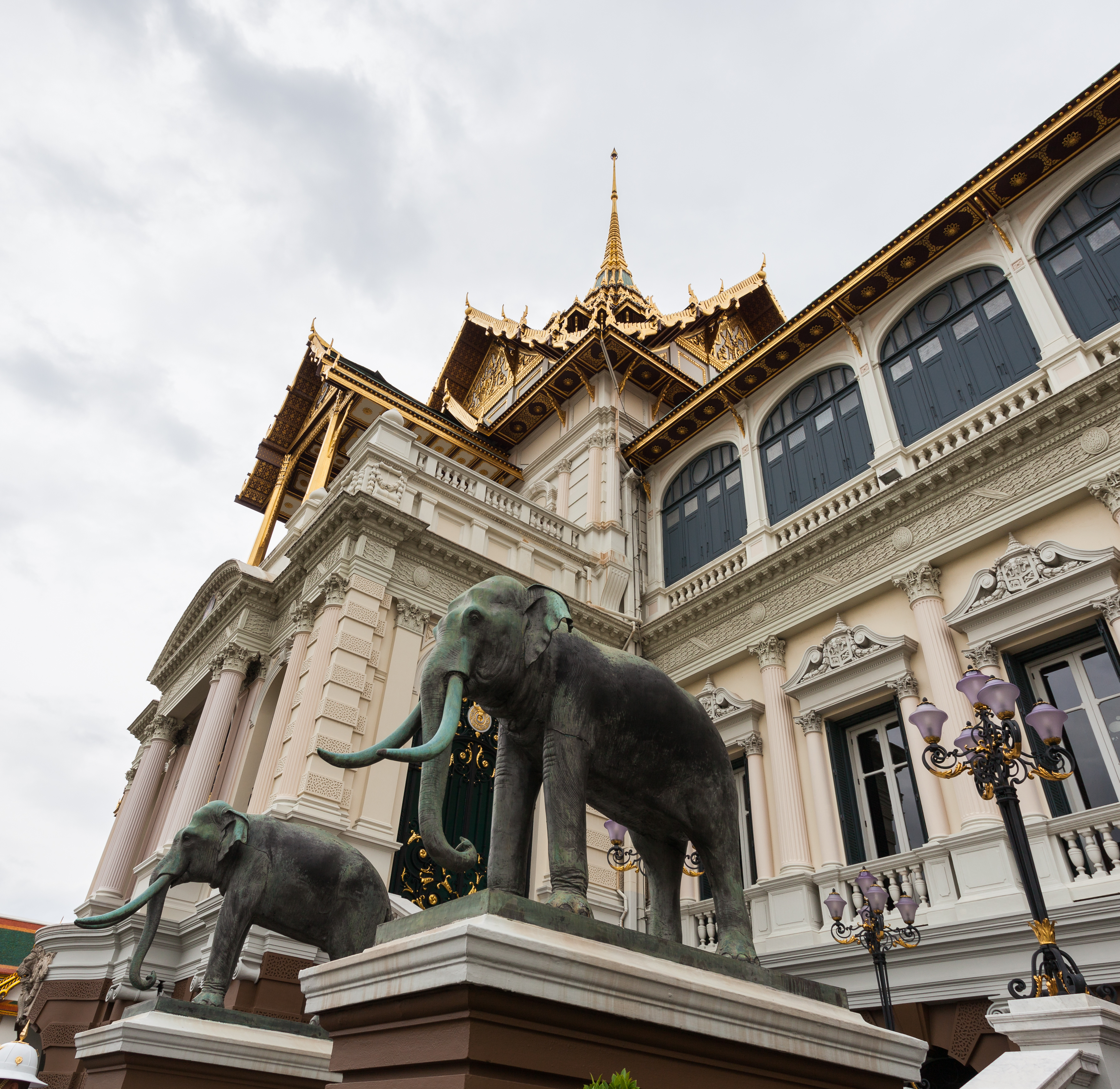
Chakri Mahaprasat Hall
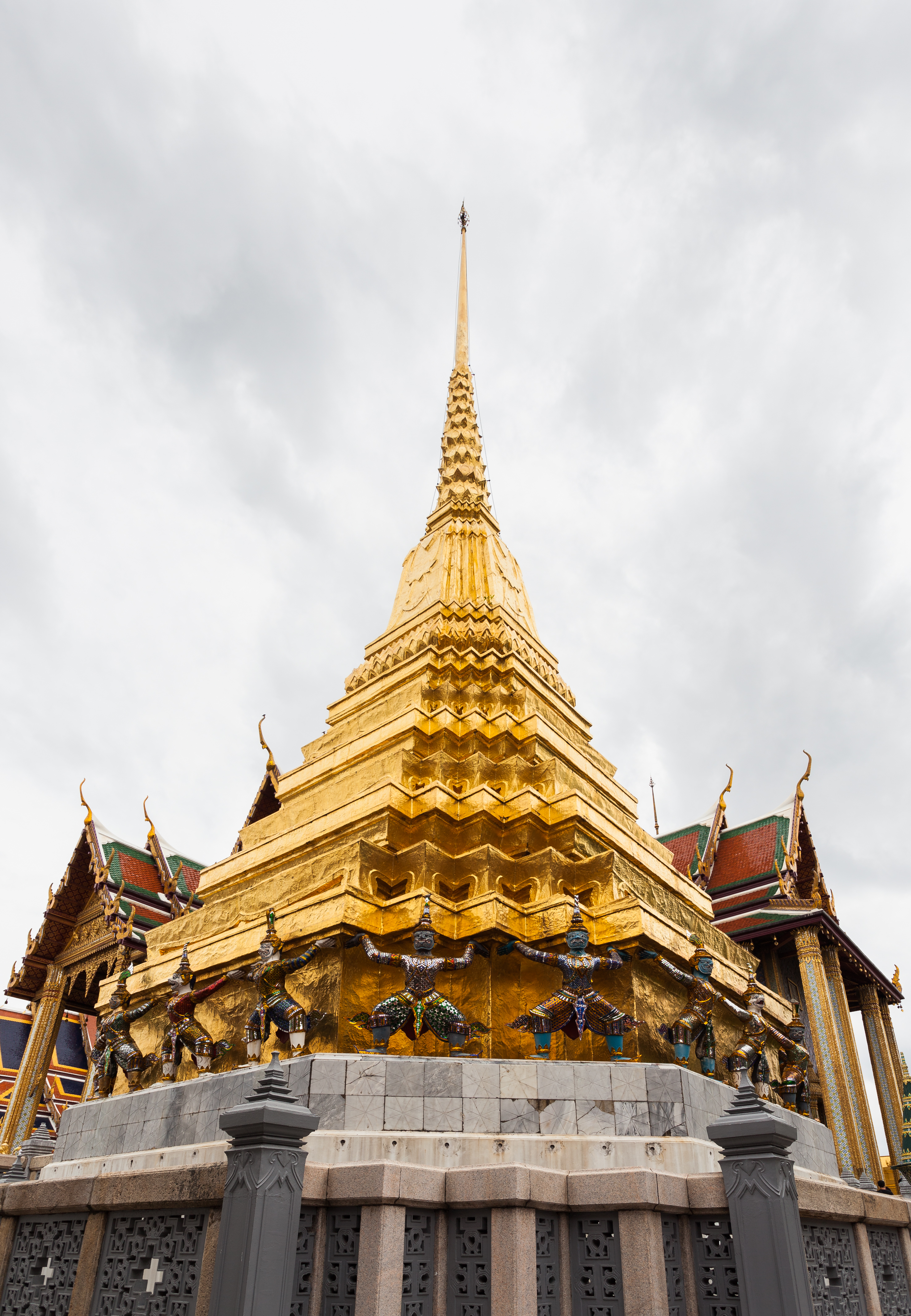
Chedi d'oro di Wat Phra Kaew
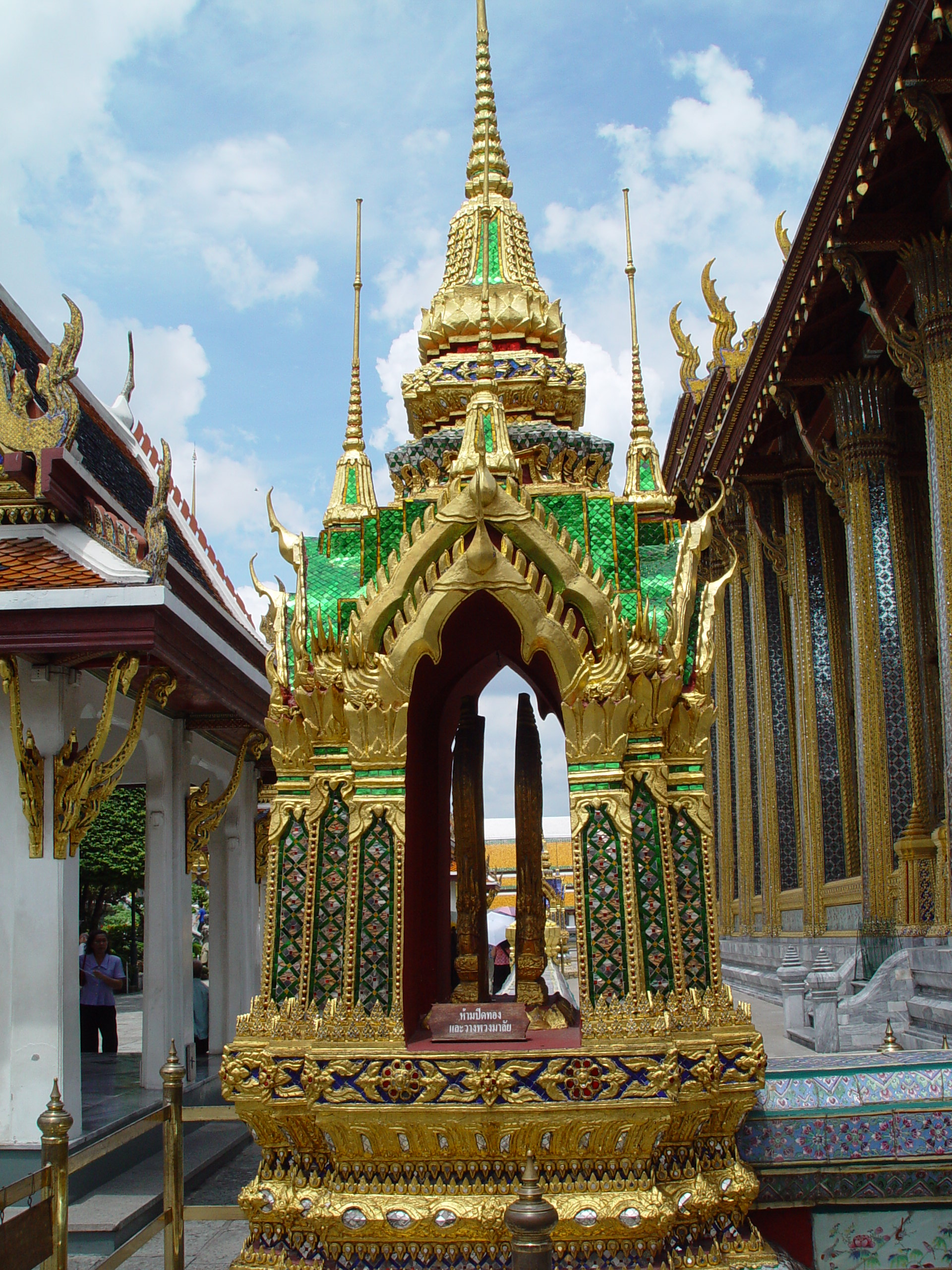
Particolare del cortile di Wat Phra Kaew
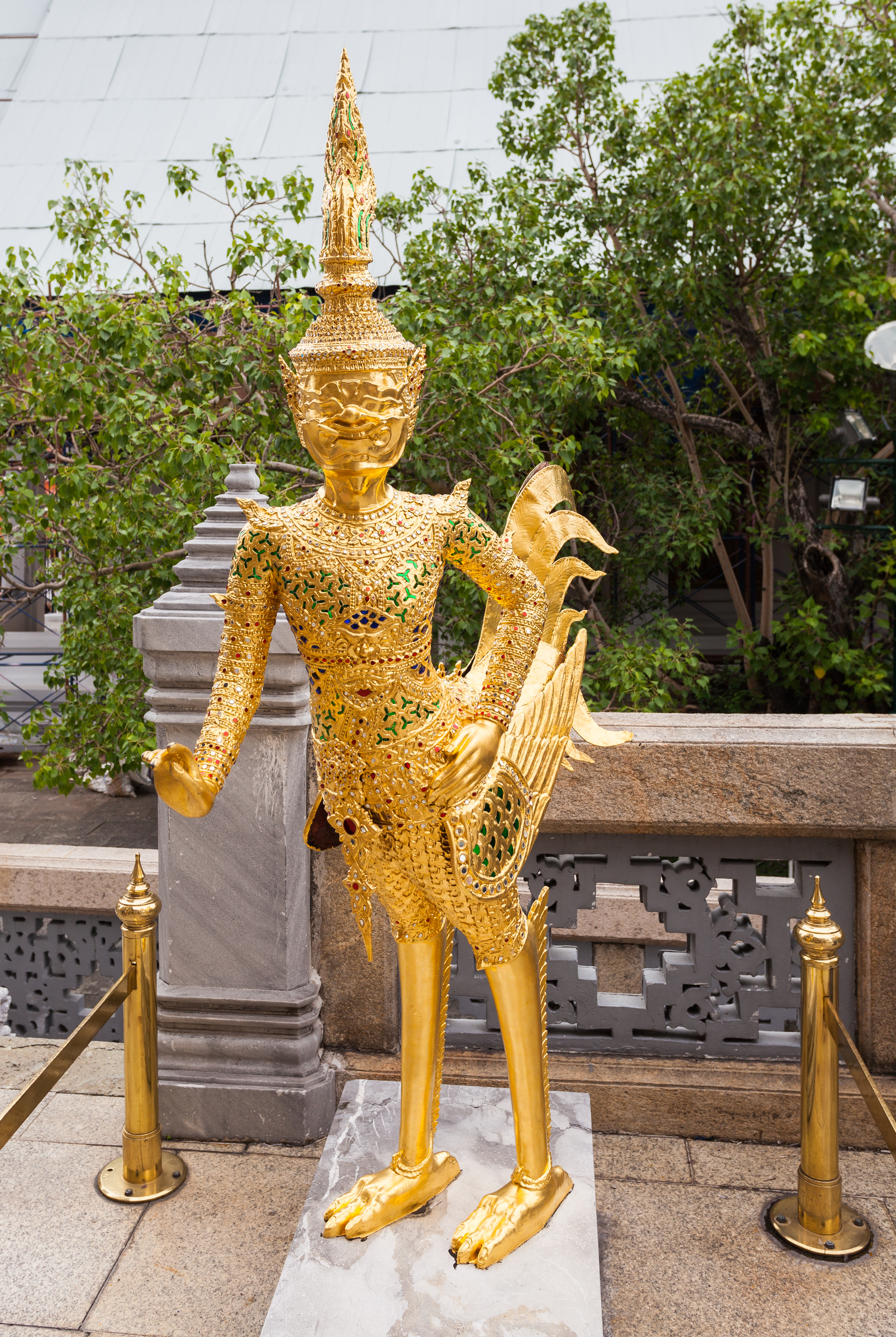
Kinnara, creatura mitologica metà uomo metà uccello
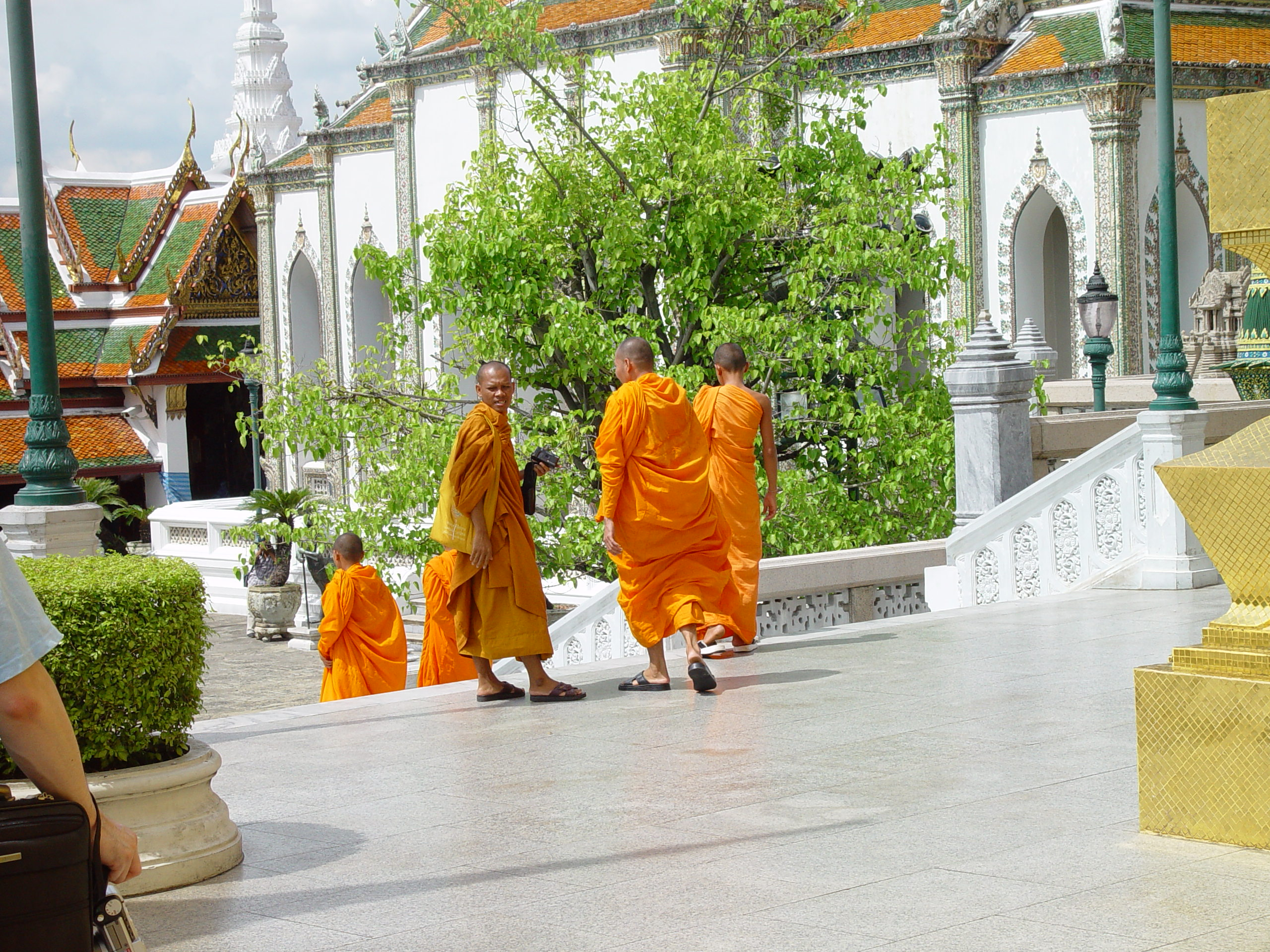
Monaci buddhisti al grande palazzo
- Video del grande palazzo e del vicino Wat Pho
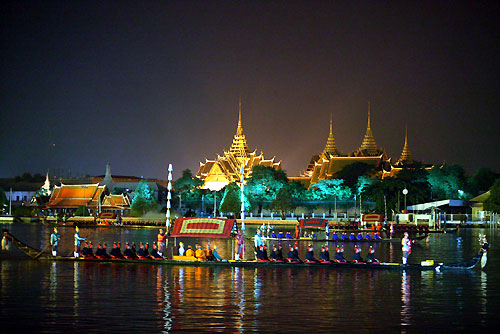
Vista notturna dal fiume Chao Phraya
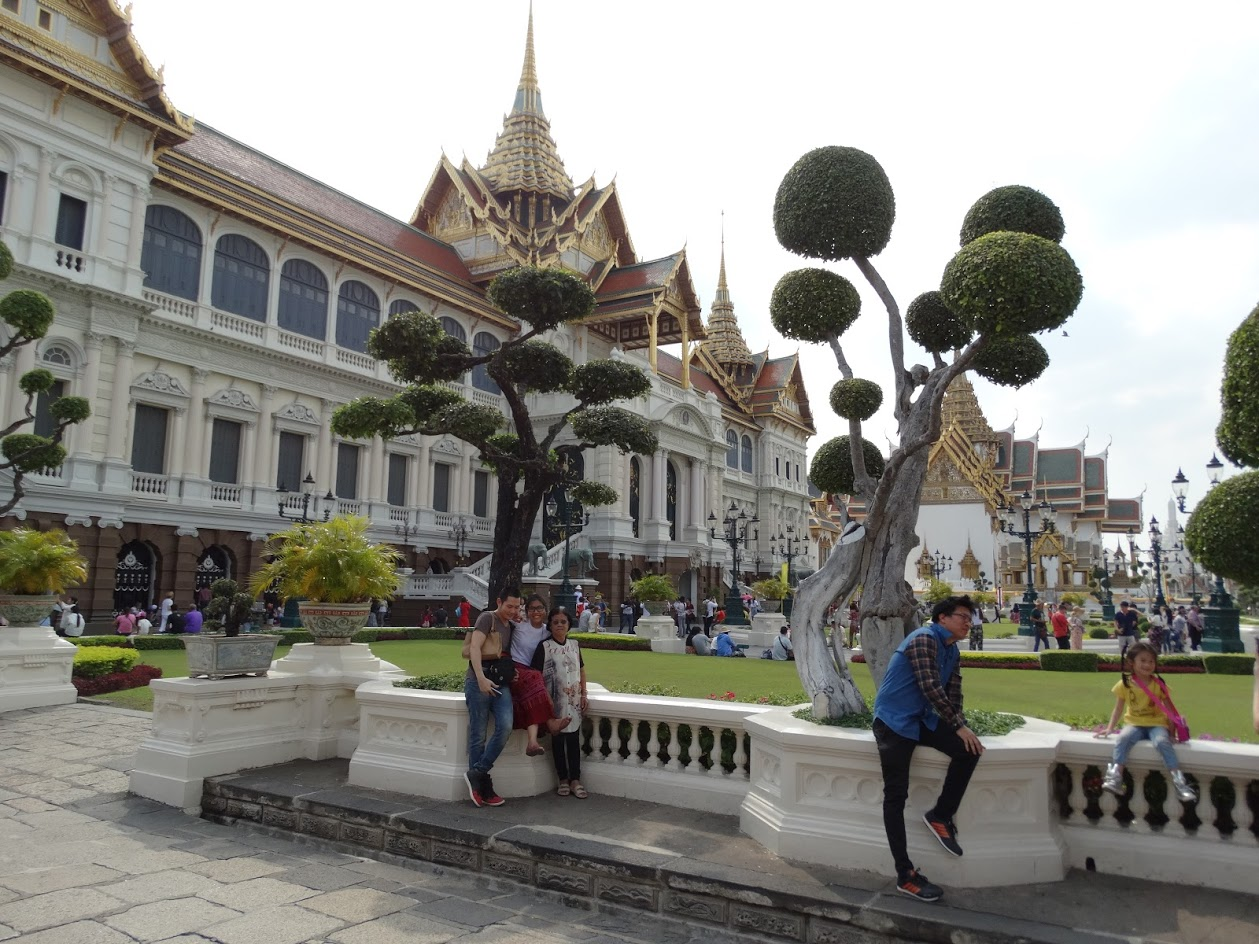
L'edificio principale del palazzo (Chakri Maha Prasat).
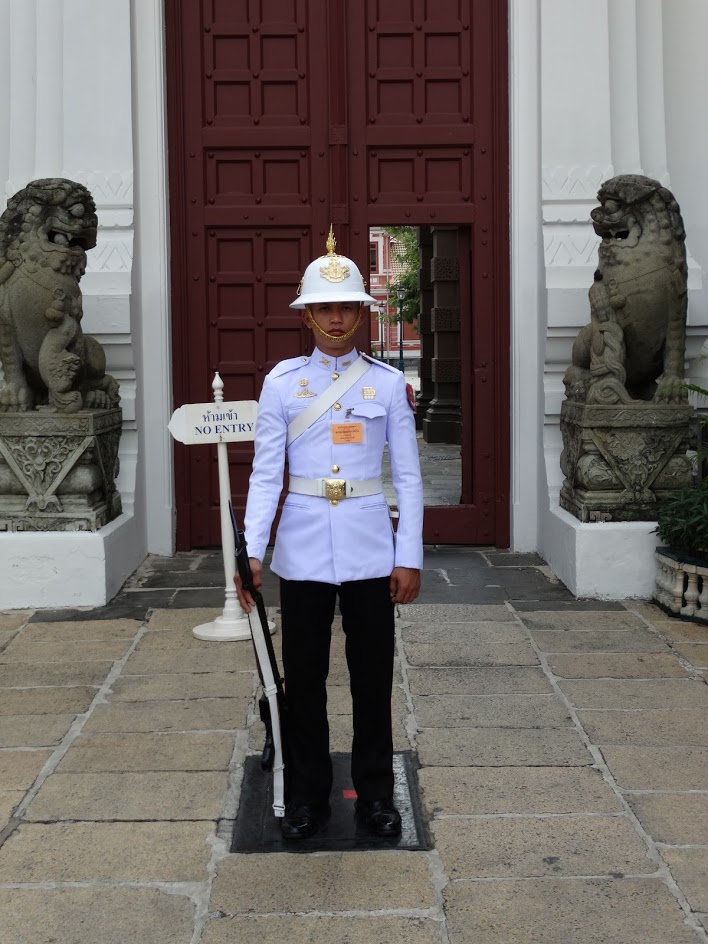
Guardia d'onore.
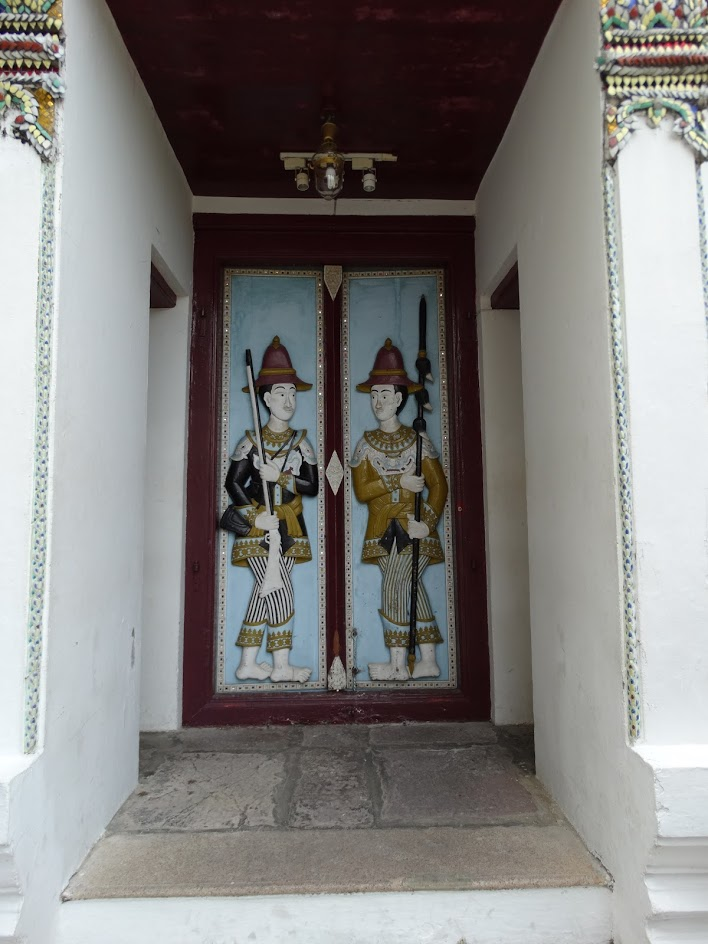
Attingendo alla porta.